# Gonyang-myeon
Gonyang-myeon (koreanska: 곤양면) är en socken  i kommunen Sacheon i provinsen Södra Gyeongsang i den södra delen av Sydkorea, 290 km söder om huvudstaden Seoul. 